# آرشي لاتيمر هودغينز
آرشي لاتيمر هودغينز هو فلاح وسياسي كندي، ولد في 19 يونيو 1876 في ميدليسكس سينتر في كندا، وتوفي في 4 يوليو 1966. نشط حزبياً في Progressive Party of Canada ‏. وقد انتخب عضو مجلس العموم الكندي.